# Arctium lappa
Arctium lappa L. es una especie fanerógama perteneciente al género Arctium y a la familia de las asteráceas, a veces denominada comúnmente lampazo o bardana.

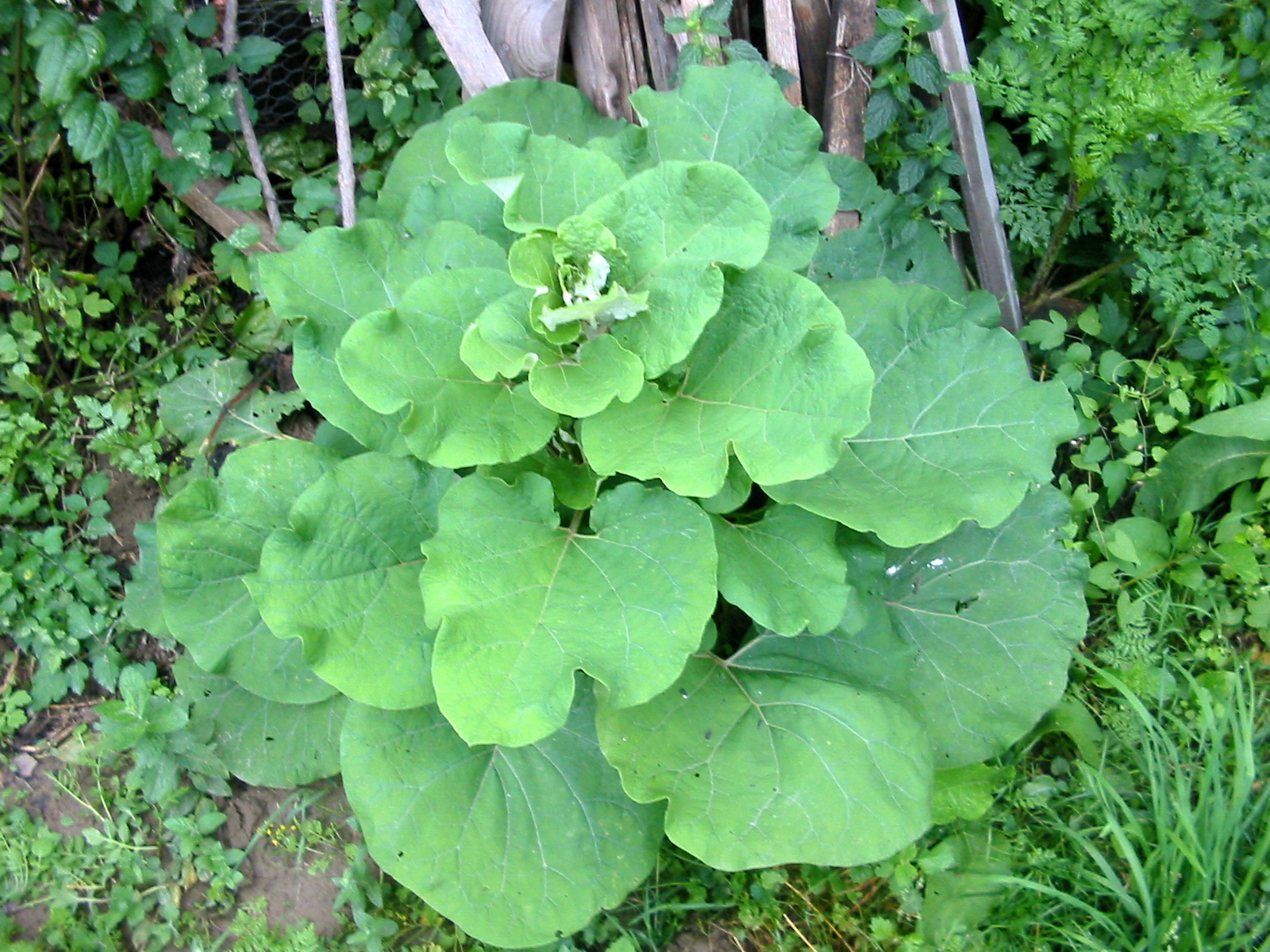
Hojas

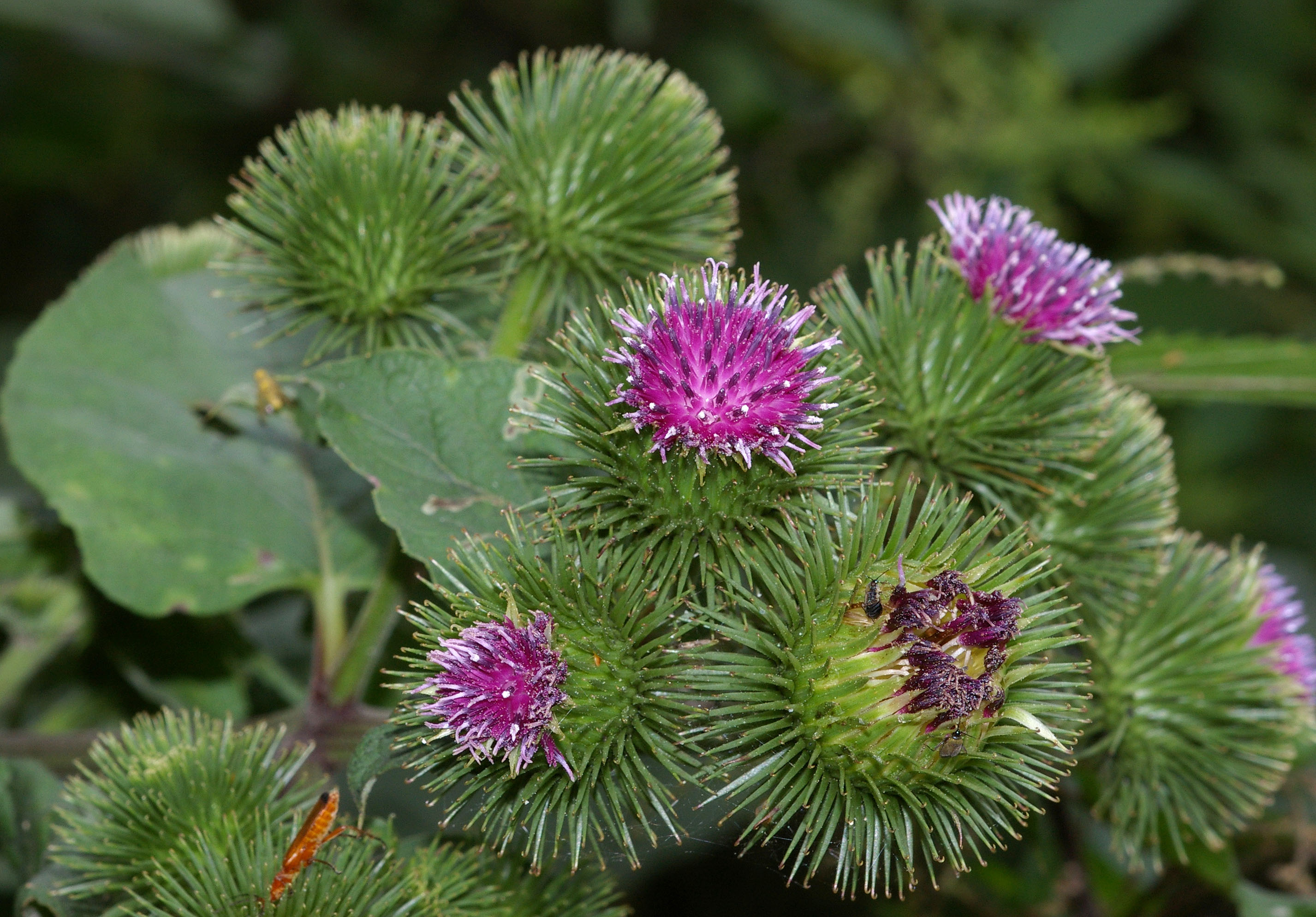
Inflorescencias

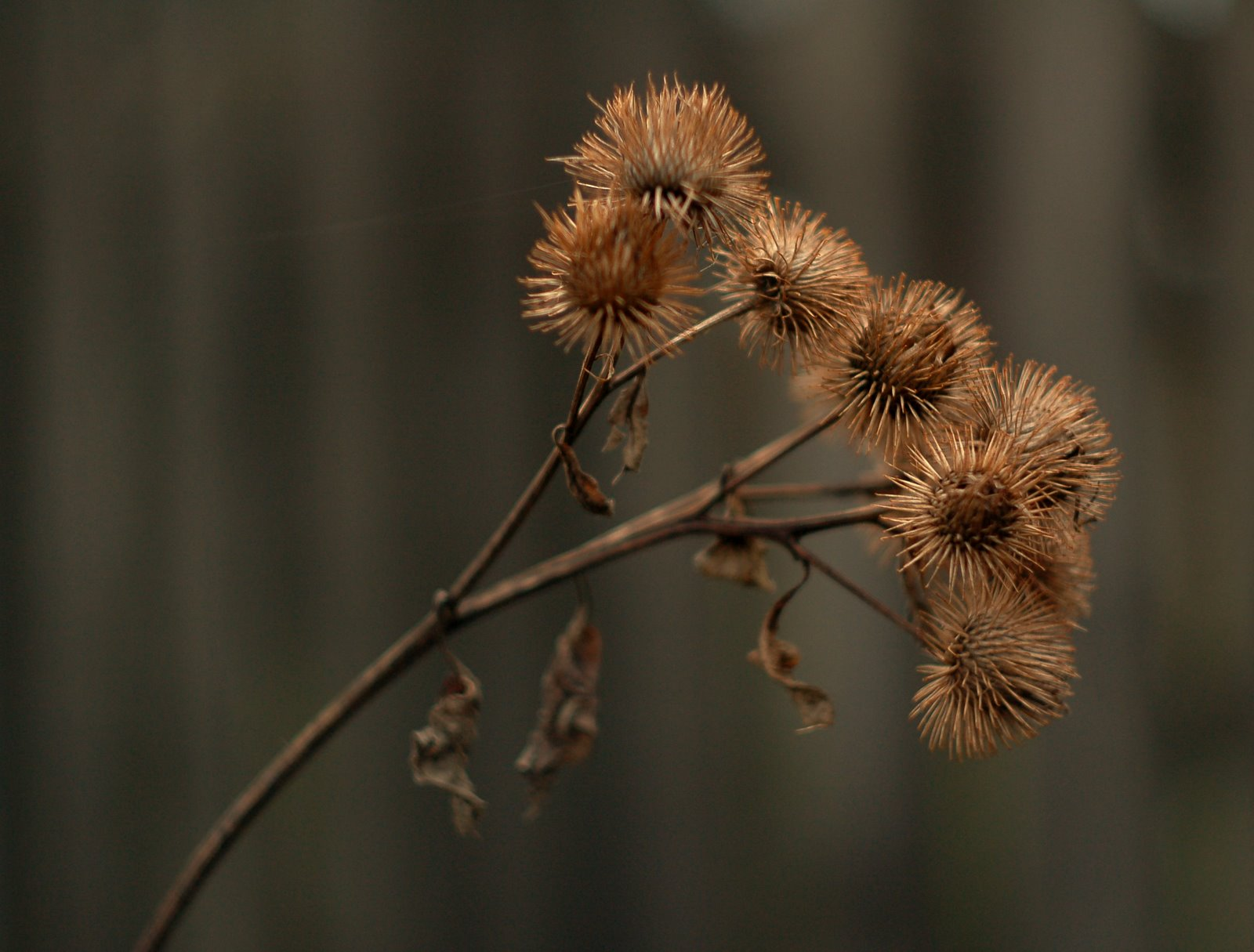
Flores secas

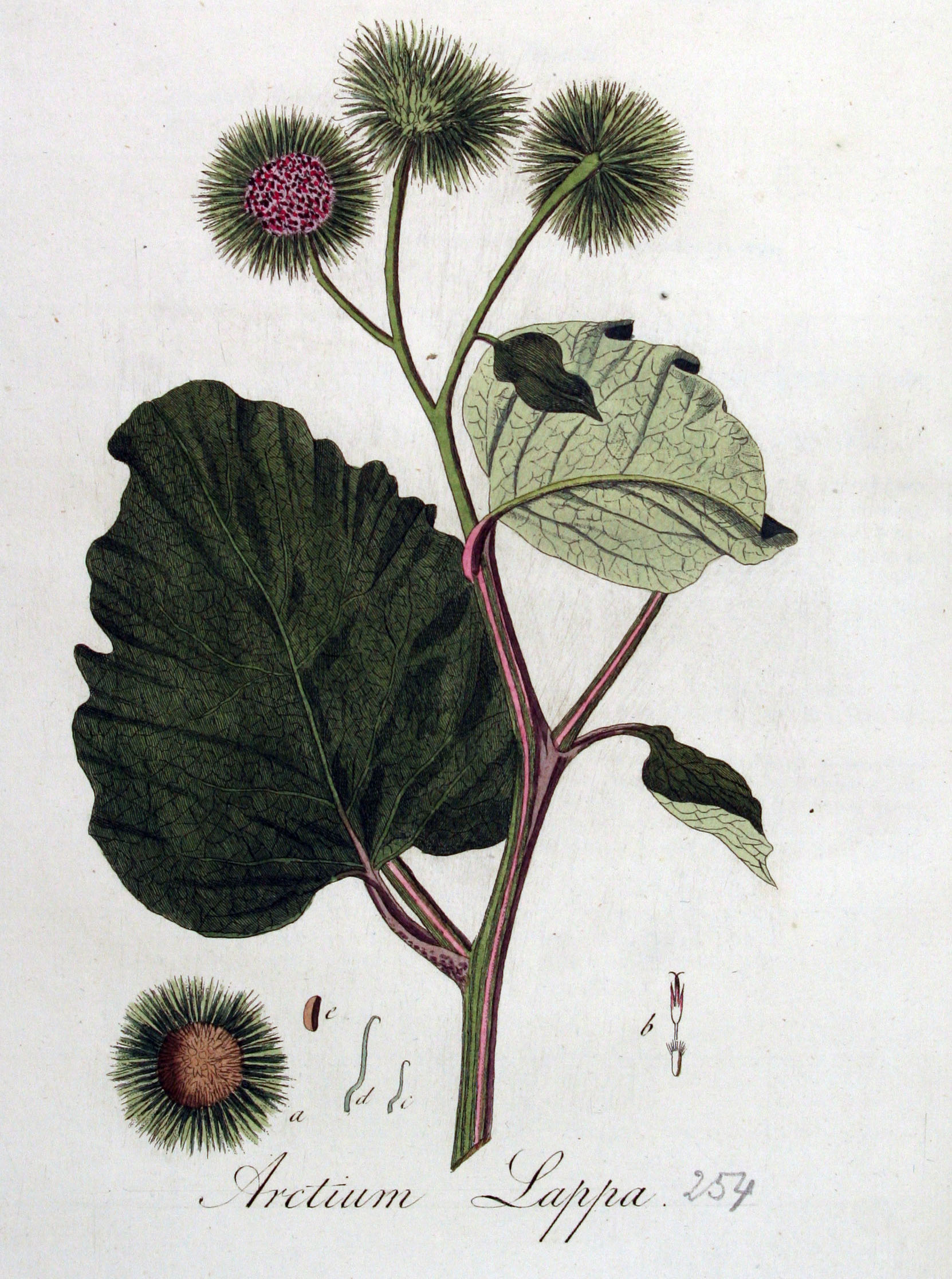
Ilustración

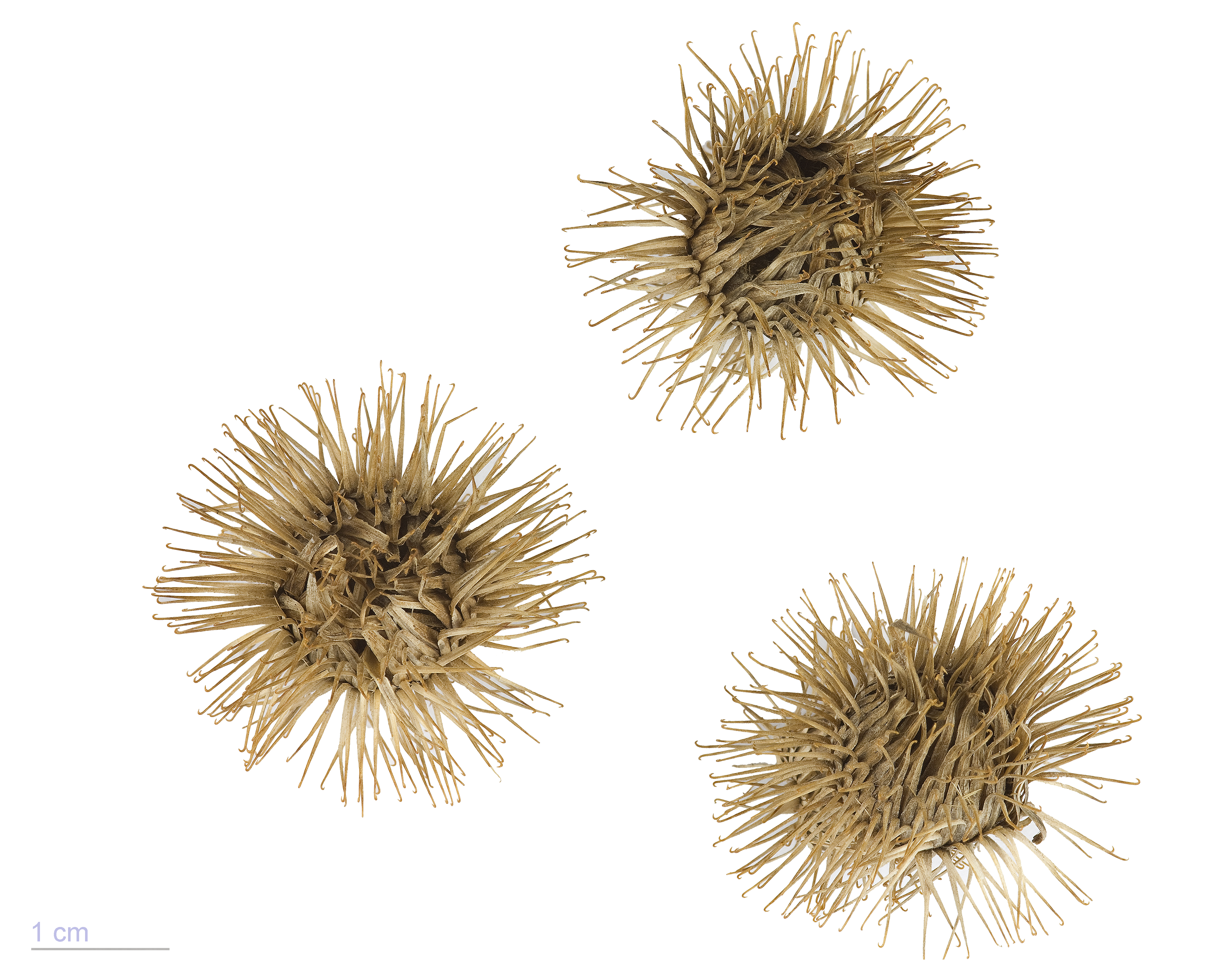
Arctium lappa

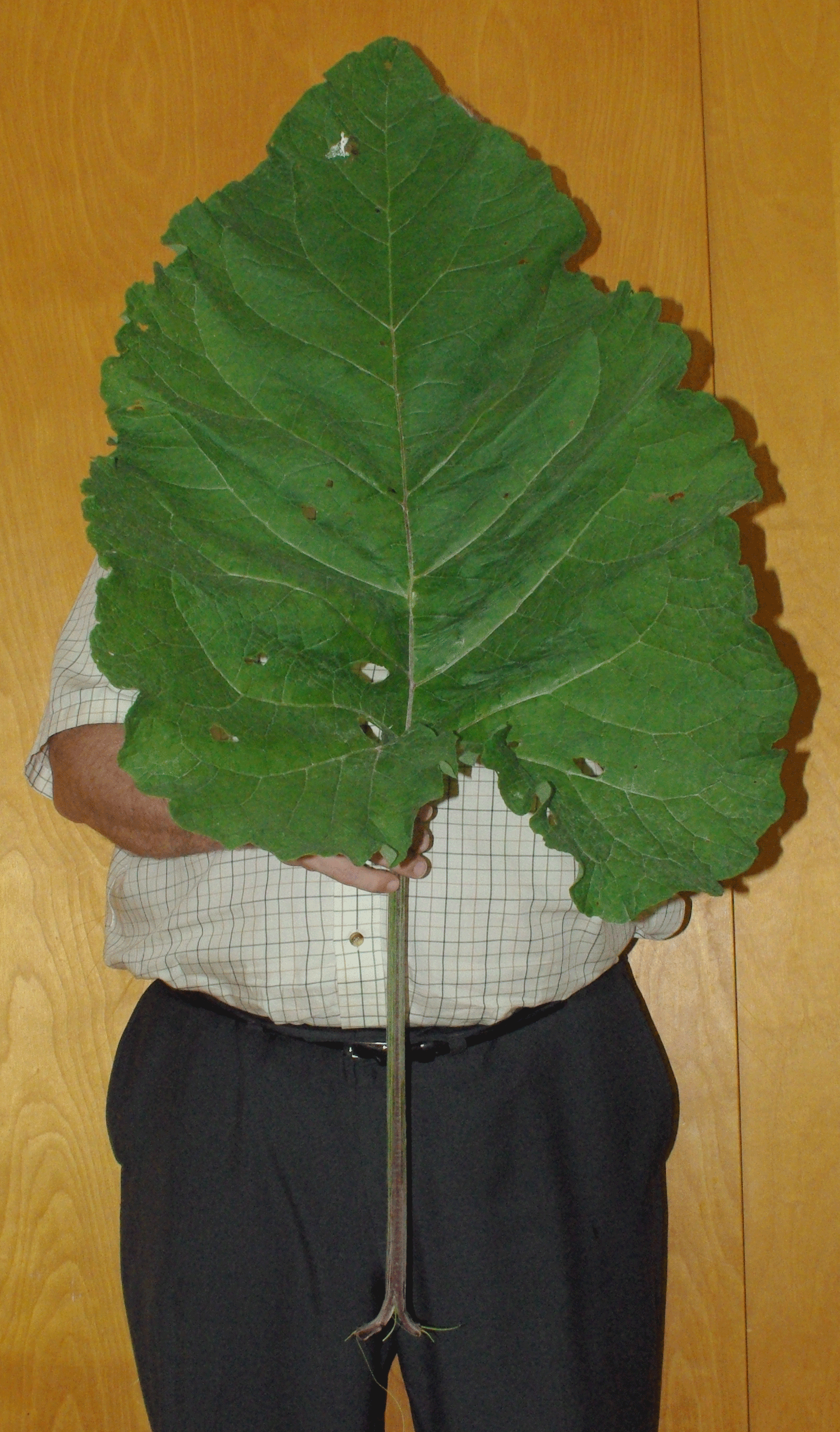
El hombre que sostiene la hoja mide 180 cm

## Descripción
Es una planta herbácea bienal, robusta de más de un metro de altura. Hojas grandes rugosas, ovales, alternas y de extremidad redondeada con grandes peciolos. Las flores se agrupan en corimbos y son de color rojo púrpura intenso y brácteas terminadas en ganchos. El fruto es una bola con muchos garfios que se adhieren a los animales para su difusión.

## Distribución y hábitat
Planta original de Europa y Asia y difundida por América, prolifera en suelos baldíos, bordes de caminos, escombreras y cerca de zonas habitadas.

## Historia
El uso medicinal de la bardana es viejo, como lo demuestra su presencia en la Capitulare de villis vel curtis imperii, una orden emitida por Carlomagno que reclama a sus campos para que cultiven  una serie de hierbas y condimentos incluyendo "parduna" identificada actualmente como Arctium lappa.[cita requerida]

## Uso culinario
La bardana se utilizó durante la Edad Media como una verdura, pero ahora se utiliza muy poco, con la excepción de Japón, donde se le llama Gobo (牛蒡 (kanji) o ゴボウ), Taiwán (牛蒡), Corea donde se llama ueong (우엉), Italia, Brasil y Portugal, donde se le conoce como "bardana" o "Garduña". Las plantas son cultivadas por sus raíces delgadas, que pueden crecer alrededor de 1 metro de largo y 2 cm de ancho.
Los inmaduros tallos de las flores también pueden ser cosechados a fines de la primavera, antes de que aparezcan las flores. El sabor se parece al de la alcachofa, a la que la bardana se relaciona.
En la segunda mitad del siglo XX, la bardana alcanzó el reconocimiento internacional por su uso culinario, debido a la creciente popularidad de la dieta macrobiótica, que aboga por su consumo. La raíz contiene una buena cantidad de fibra dietética (GDF, 6 g por 100 g), calcio, potasio, aminoácidos, y es bajo en calorías. Contiene polifenoles que causan oscurecimiento superficial y la dureza en una formación de tanino. Estos polifenoles son derivados del ácido clorogénico.
La raíz es muy crujiente y tiene un sabor dulce, suave, picante y con un poco de dureza fangosa que se puede reducir al remojar las raíces en juliana/desmenuzada en agua durante cinco a diez minutos. La dureza muestra una excelente armonización con carne de cerdo en la sopa de miso (tonjiru) y takikomi gohan (un estilo japonés de pilaf ).
Un plato japonés popular es kinpira gobō, en juliana o rallado de raíz de bardana y zanahoria, estofado con salsa de soja, azúcar, mirin y / o sake, y aceite de sésamo. Otra es la bardana makizushi (sushi enrollado lleno de raíz de bardana en escabeche; la raíz de bardana es a menudo coloreado artificialmente de naranja para parecerse a una zanahoria). Gobo también se puede encontrar como un aperitivo frito similar en sabor y textura a las papas fritas y se utiliza en ocasiones como un ingrediente en el tipo de platos tempura.

## Uso en la medicina tradicional
Las raíces secas de bardana (Bardanae radix) contienen mucílagos, compuestos de acetileno sulfurosas, poliacetilenos y amargo guaianolide de tipo constituyentes. Se utilizan en la medicina popular occidental como un diurético, diaforético y un agente purificador de la sangre. Los informes anecdóticos del siglo XIX sugieren que esta planta medicinal también ha sido utilizada por la tribu Ojibwa, y hoy en día, en forma de un ingrediente en té Essiac para el tratamiento alternativo de algunos tipos de cáncer. Como un macerado oleoso, es un componente de los cosméticos naturales, champús y productos de cuidado del cabello. Otras partes de la planta se utilizan para prevenir la calvicie y para tratar la artritis reumatoide, infecciones de la piel, acné, forúnculos, picaduras, eczema, herpes, impétigo, erupciones, la tiña, dolor de garganta, la ciática, la hiedra venenosa/roble, como un tónico y laxante suave, entre otros usos. Las semillas de bardana mayor se emplean en la medicina tradicional china en especial para enfermedades de la piel y en las fórmulas de resfriado/gripe, bajo el nombre  niubangzi ( chino: 牛蒡子; pinyin: niúpángzi; algunos diccionarios chinos la enumeran solo como 牛蒡niúbàng.)
Las semillas contienen arctigenina, que ha mostrado efectos nootrópicos en ratones. La arctiina y su aglicona, arctigenina han demostrado in vitro potentes actividades antivirales contra el virus de influenza A en ratones. La arctiina se transforma en un número de metabolitos estrogénicos por bacterias intestinales humanas. La arctigenina ha demostrado actividad antiinflamatoria in vitro. Las semillas han mostrado alguna actividad anticancerígena.

## Taxonomía
Arctium lappa fue descrita por Carlos Linneo y publicado en Species Plantarum 2: 816. 1753.
Etimología
Arctium: nombre genérico que deriva del griego arction, nombre de una planta tomada desde arctos =  "oso", ya está mencionada por Dioscórides y probablemente se refiere a la vellosidad y la apariencia lanuda de la planta.
lappa: epíteto latino que significa "fresa".
Sinonimia
- Lappa vulgaris Hill [1761]
- Lappa glabra Lam. [1779]
- Lappa edulis Miq. [1866]
- Lappa bardana subsp. major Celak. [1871]
- Lappa bardana Moench [1794]
- Arctium vulgare (Hill) A.Evans [1913]
- Arctium officinale Wender. [1846]
- Arctium intermedium Bab. [1856]
- Lappa officinalis All. [1785]
- Lappa major Gaertn. [1791]
- Arctium majus (Gaertn.) Bernh.[16]
- Arcion majus Bubani
- Arcion tomentosum Bubani
- Arctium adhaerens Gilib.
- Arctium bardana Willd.
- Arctium chaorum Klokov
- Arctium glabrescens Klokov
- Arctium grandiflorum Desf.
- Arctium lappa subsp. majus (Gaertn.) Arènes
- Arctium leiospermum Juz. & Ye.V.Serg.
- Arctium maassii (M.Schultze) Rouy
- Arctium macrospermum (Walbr.) Dalla Torre & Sarnth.
- Arctium majus (Gaertn.) Bernh.
- Arctium minus subsp. nemorosum (Lej.) Syme
- Arctium nemorosum Lej.
- Arctium nemorosum f. mathei Soó
- Arctium newbouldii (F.N.Williams) Druce
- Arctium pubens var. microcephalum Math
- Arctium ruderale Salisb.
- Bardana arctium Hill
- Bardana lappa Hill
- Lappa intermedia var. newbouldii F.N.Williams
- Lappa lappa (L.) H.Karst.
- Lappa × maassii M.Schultze
- Lappa macrosperma
- Lappa major Gaertn.
- Lappa nemorosa (Lej.) Körn. ex Griewank
- * subsp. platylepis (Boiss. & Balansa) Arènes
- Arctium platylepis (Boiss. & Balansa)
- Lappa platylepis Boiss. & Balansa ex Boiss. & Balansa[17]

## Nombres comunes
- Castellano: agarrocha, agarrucha, aguipegotes, amor de hortelano, amores, amores ruines, anteón, apegaderas, arrancamoños, bardana, bardana mayor, bardana menor, cachorrera, cachurrera, cachurro, cachurros, cadillo, cadillos, cadillos monteses, caillos, carbano, cardinches, cardincho (fruto), carrapicho, carrapeto, carrapito, carrapizo, cerdón (fruto), cerdonera, cerón (fruto), ceronera, chapaqueros, escardamulas, gangas, garbanzos de cura, garrapito, garrapitos, garrapote, gordolobo, gordolobo loco, gordolobo seco, hierba de los tiñosos, hoja de lampazo, hoja de sapo, lamparasa, lamparaza, lampatio, lampaza, lampazo, lampazo mayor, lampazo menor, lampazos, lapa, lapa de bueyes, lapa de San Bernardo, lapaiza, lapa mayor, laparasa, lapazo, llapazo, mona, moritos, namorao, nigueruela, orejas de burro, pegadillo, pegadillos, pegajosos, pegote, pegotes, personata, personatia, peyicón, peyizos, respigón, sampazus, sanalotodo, sarapico, yampazo, yapazo, yerba de los tiñosos, yerba peyicona, zarapón, zarapote, zarrapote, zarrapotes, zarrapotillo.[18]